# Ents
Los ents son una raza de la Tierra Media, el mundo creado por J. R. R. Tolkien. Los ents son pastores de árboles, árboles que se mueven, aunque lentamente. Parece que fueron inspirados en los árboles parlantes de muchos folclores del mundo.

## Etimología y nombres
Como sucede con la palabra «hobbit», «ent» es un término que en los tiempos modernos es conectado casi exclusivamente con J. R. R. Tolkien, y su uso rara vez evoca en la gente su más temprano significado.
La palabra ent fue tomada del anglosajón, en el que significa ‘gigante’. Tolkien extrajo la palabra de los fragmentos de poesía anglosajones «orþanc enta geweorc» (‘trabajo de astutos gigantes’) y «eald enta geweorc» (‘trabajo de antiguos gigantes’), que describían las ruinas romanas. En este sentido de la palabra, los ents eran probablemente los más ubicuos de todas las criaturas en la fantasía y el folclore, tal vez sobrepasados solo por los dragones. La palabra ent, tal y como se usa históricamente, puede referirse a cualquier criatura grande y de forma toscamente humanoide, incluyendo, pero no limitada a, gigantes, troles, orcos, e incluso a Grendel del poema Beowulf.
En ese sentido de la palabra, los ents son unos de los elemento básicos de la fantasía, y el folclore o mitología, junto con los magos, caballeros, princesas y dragones, aunque en la modernidad probablemente no se los llamara por su nombre tradicional. 
Junto a ettino y el vocablo jotun del nórdico antiguo, ent proviene del protogermánico etunaz.
El nombre creado por Tolkien para los ents en sindarin es onodrim, plural de onod.

## Descripción en las obras de Tolkien

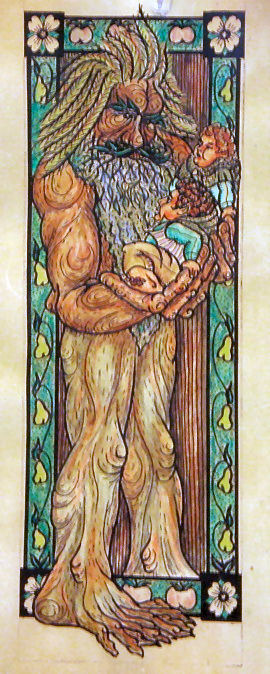
Bárbol y los hobbits.

Los ents son una antigua raza que apareció en Arda tras elfos y enanos, justo antes que los humanos, tal y como indica en El Señor de los Anillos el propio Bárbol al recitar las listas que aprendió en su niñez sobre las razas que habitan el mundo. Fueron creados por la valië Yavanna con permiso y mediación de Ilúvatar. Yavanna deseaba que los árboles pudieran defenderse, tras enterarse de que los hijos de Aulë, los enanos, utilizaban la madera, talando muchos de ellos. Así, los ents surgieron como «pastores de árboles», para proteger a los bosques de los enanos y otros peligros. A pesar de que los ents eran seres sensibles en el tiempo de su despertar, no sabían cómo hablar hasta que los elfos les enseñaron. Bárbol, el ent más importante en la época de El Señor de los Anillos, habla de los elfos «curando a los Ents de su mudez» que era un gran regalo que no podía ser olvidado («siempre quisieron hablarle a todo, los viejos elfos»). Los ents no se preocuparon en mantener su propia lengua en secreto, ya que ninguna otra raza podía dominarla, debido a su complejidad, vocalización extraña y su lentitud a la hora de trasmitir un mensaje.
Los ents son criaturas con forma arbórea, similar a la de los árboles que cuidan. Varían en rasgos, desde la altura al tamaño, color, y el número de pies y dedos en ellos. Por ejemplo, Bregalad cuida de serbales y de esta manera, se parece mucho a uno de ellos (alto y esbelto, etc.). En la Tercera Edad de la Tierra Media, el bosque de Fangorn es aparentemente el único lugar donde habitan los ents, aunque los ucornos (ents que han perdido su movilidad y que poco a poco se transforman en árboles) pueden haber sobrevivido en cualquier otro lado, como el Bosque Viejo (El viejo Hombre-Sauce, similar en apariencia, no es sin embargo un ucorno: es un auténtico árbol, el más viejo del bosque, según lo describe Tolkien).
Bárbol se jactó de la fuerza de los ents frente a Merry y Pippin. Dijo que eran más poderosos que los troles, a quienes Morgoth (en los días antiguos de la Primera Edad) hizo supuestamente como imitación de ellos, sin poder igualar, no obstante, su fuerza.

## Historia
En El Silmarillion, Ilúvatar habla sobre el origen de los ents:

¿Supone, pues, alguno de los valar que no escuché toda la Canción, aun el mínimo sonido de la mínima voz? ¡Oíd! Cuando los hijos despierten, el pensamiento de Yavanna despertará también, y convocará espíritus venidos de lejos, e irán entre los kelvar y las olvar, y algunos se albergarán ellos, y serán tenidos en reverencia, y su justa cólera será temida. Por un tiempo: mientras los primeros nacidos tengan dominio y los segundos sean jóvenes.

Casi nada se conoce de la historia próxima de los Ents — aparentemente vivieron, brindando protección, en los grandes bosques de la Tierra Media en las edades anteriores, apareciendo brevemente cerca del final de la Primera Edad, atacando a un grupo de Enanos, aparentemente convocados por Beren y Lúthien. Bárbol parecía conocer muy bien los antiguos territorios de Beleriand, ahora sumergidos bajo el mar. Además, contó que una vez toda la región de Eriador era un bosque enorme y parte de su dominio, pero estos bosques inmensos fueron tal vez talados por los Númenóreanos de la Segunda Edad, o destruidos en la calamitosa Guerra de los Elfos y Sauron, que tuvo lugar en el siglo XVII SE. La declaración de Bárbol es apoyada por las puntualizaciones que Elrond hizo en el Concilio. Este dijo que "Tiempo atrás una ardilla podía transportar una nuez de árbol a árbol desde Rivendel hasta el Gran Mar...", indicando implícitamente que toda la región de Eriador, fue una vez un único y vasto bosque virgen, del cual el Bosque de Fangorn era sólo "el límite al Este del mismo" según Bárbol. También el Bosque Viejo es otro vestigio de este bosque primigenio.

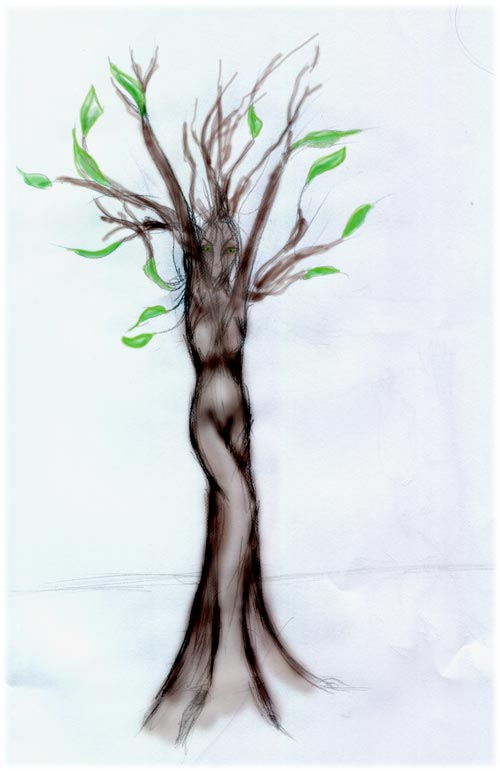
Dibujo de una ent mujer.

Hubo una época en la que también había Ents mujeres, pero éstas comenzaron a desplazarse lejos de los Ents, porque a éstos les gustaban los bosques salvajes y las montañas, mientras que ellas preferían cuidar los jardines y la horticultura. Así, se dice que se mudaron a la región que más tarde se convertiría en las Tierras Pardas, a través del Gran Río Anduin. Esta área fue destruida por Sauron a fines de la Segunda Edad. Por esta, o por otra razón, las Ents mujeres desaparecieron y los Ents las buscaron durante mucho tiempo, pero nunca las pudieron encontrar. Y ahora cantan que un día se reencontrarán. En la Comunidad del Anillo, Sam Gamyi le cuenta a su sobrino Hal que había visto un gigante similar a un árbol en el norte de la Comarca. Cuando Pippin y Merry le cuentan a Bárbol cosas sobre la Comarca, este les contesta que a las Ents mujeres les hubiera gustado esa tierra.
Al final de la historia, después de que Aragorn fue coronado rey, este le promete a Bárbol que los Ents podrán prosperar nuevamente y extenderse hacia nuevas tierras sin la amenaza de Mordor. Sin embargo, Bárbol tristemente responde que los bosques quizás puedan esparcirse, pero los Ents no, y predice que los pocos que quedan permanecerán en el Bosque de Fangorn hasta que mengüen lentamente en número, o «se arbolezcan» (pasen a ser ucornos).

### La marcha de los ents
En Las dos torres, el segundo volumen de El Señor de los Anillos, los Ents—usualmente pacientes y deliberantes—se enojan con Saruman, debido a que sus tropas han talado grandes cantidades de sus árboles y por ende, asesinado a una gran cantidad de Ents. Convinieron una Cámara Éntica, una reunión de los Ents del bosque de Fangorn en Derndingle. 
Tras una larga deliberación (si bien desde su perspectiva una rápida acción), los Ents marchan hacia el fuerte de Saruman en Isengard: la Última Marcha de los Ents. Fueron guiados por Bárbol, el más antiguo, y acompañados por los hobbits Meriadoc Brandigamo y Peregrin Tuk. Destruyeron Isengard en un asalto general y atraparon a Saruman en la torre de Orthanc. 
Tolkien comentó que la destrucción de Isengard por los Ents fue basada en su decepción en Macbeth: cuando "el Bosque de Birnham se dirige al castillo Dunsinane"; Tolkien estaba menos que emocionado cuando un montón de hombres entraron en el escenario con hojas en sus gorros. Decidió que cuando hiciera esa escena para sí mismo, la haría bien.

## Lengua
Los Ents no son criaturas precipitadas, se toman su tiempo; incluso su lenguaje es "poco precipitado" puesto que algo que valga la pena ser dicho debe tomar tiempo, como declaran en su sabiduría antigua. Esto lo usan para tomar decisiones por consenso. De hecho, su lenguaje parece estar basado en una antigua forma de eldarin común, luego complementado por el quenya y el sindarin, pero incluye varias adiciones únicas. Hay dos lenguajes diferentes:

### Éntico antiguo
Originalmente, los Ents tenían un lenguaje propio, descrito como largo y sonoro; fue un lenguaje tonal (como el idioma chino). No se sabe si un no-ent podía pronunciar éntico antiguo correctamente ya que estaba lleno de muchas vocales de matices sutiles y especiales, y era muy extenso. Solo los Ents lo hablaban; no porque lo guardaran como un secreto, como lo hicieron los Enanos con el Khuzdûl, sino porque ningún otro podía dominarlo. Era una especie de lenguaje alienígena para los demás. Los ucornos y árboles del Bosque de Fangorn podían entenderlo y usarlo para conversar con los Ents. El único ejemplo existente, a-lalla-lalla-rumba-kamanda-lindor-burúme..., la palabra para colina (o posiblemente sólo parte del nombre de una colina específica), fue descrito como una muestra bastante inexacta. Incluso los elfos, lingüistas expertos, no podían entender el éntico antiguo, ni lo intentaron grabar debido a su compleja estructura sonora. La estructura gramatical del éntico antiguo era absolutamente extraña, muchas veces descrita como una lenta y larga discusión sobre algún tema. Probablemente no tenían palabras para sí y no: las preguntas eran respondidas con un largo monólogo en el que explicarían por qué estaban o no de acuerdo con la pregunta. Ramaviva era considerado como un ent muy "apresurado" por contestar una pregunta antes de que el formulador hubiera concluido: el final podría haber sido solo una hora más. Como una regla, los Ents no dirían nada en éntico antiguo a no ser que hubiera valido la pena tomarse un largo tiempo para decirlo. Para el lenguaje diario, generalmente recurrían al éntico "moderno".

### Éntico moderno
Debido al contacto con los elfos, los Ents aprendieron mucho de ellos. Estos encontraron que el lenguaje élfico quenya era una lengua encantadora, y la adaptaron bajo su modo para el uso diario. Sin embargo, básicamente lo adaptaron a la estructura gramatical del éntico antiguo. Así, las palabras individuales del éntico "moderno", que personajes tales como Bárbol hablaban, eran fácilmente traducidas, a diferencia del antiguo. Sin embargo, en contexto formaban alargadas oraciones de adjetivos redundantes que podrían estirarse a través de una hora de longitud. A diferencia del éntico antiguo, un no-ent posiblemente podría hablar éntico "moderno". Incluso cuando hablaban el Lenguaje Común, el Oestron, los Ents caían en el hábito de adaptarlo dentro de su estructura gramatical de adjetivos compuestos repetitivos usados para expresar finas sombras de significado.

## Ents en la ficción no tolkieniana

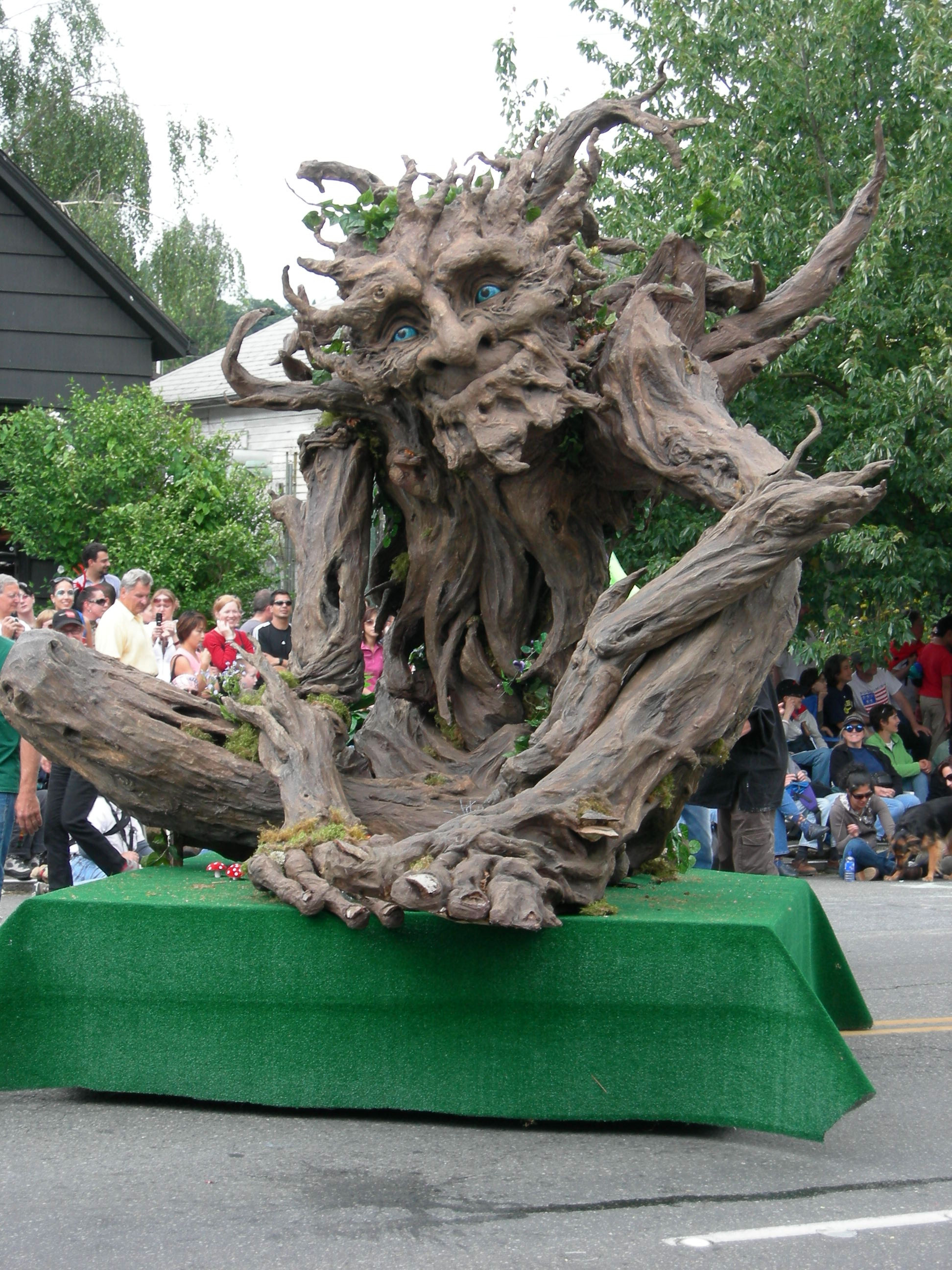
Figura de un ent en el Desfile del Solsticio de 2007 en Fremont (Seattle).

En los juegos de rol fantásticos tales como Dungeons & Dragons, EverQuest, Magic: el encuentro, y la serie de juegos Warcraft (en la que aparecen variaciones de los ents llamados ancestros) o en Guild Wars 2 (que se les conoce como corarrobles en español), los ents de Tolkien son conocidos como treants o treefolk, por razones de copyright. En todas estas encarnaciones, esta gente-árbol están muy unidos en espíritu a sus antepasados tolkienianos.
En el primer videojuego de la serie Final Fantasy aparecen los ents como adversarios comunes de los cuatro protagonistas.